# 겨

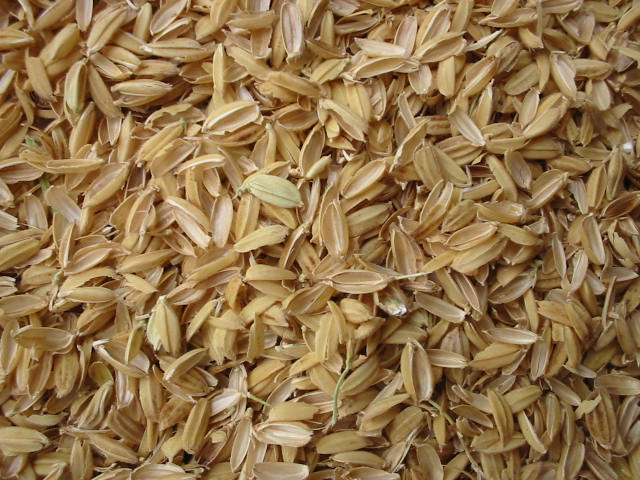
쌀 알곡에서 벗겨낸 왕겨

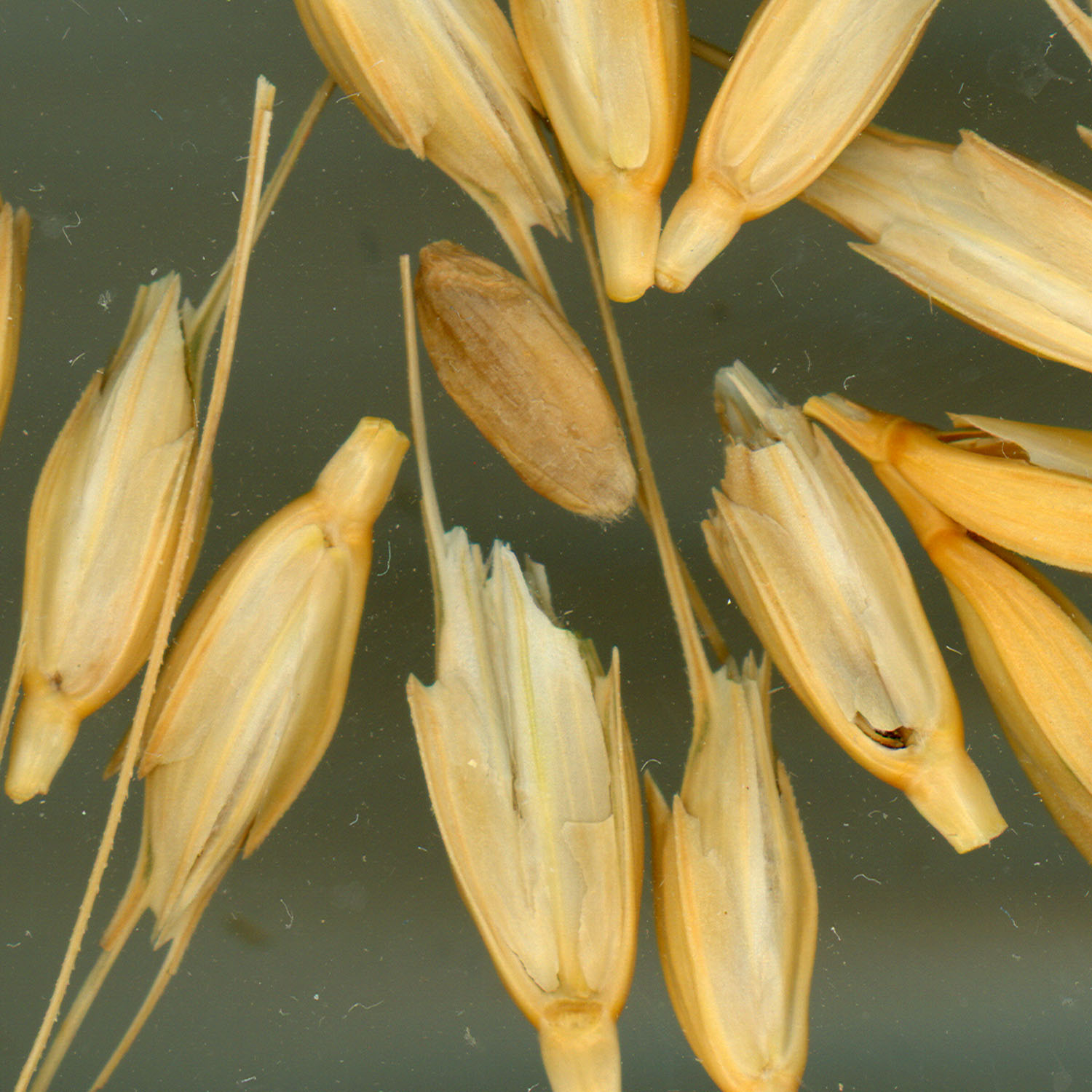
밀 겨

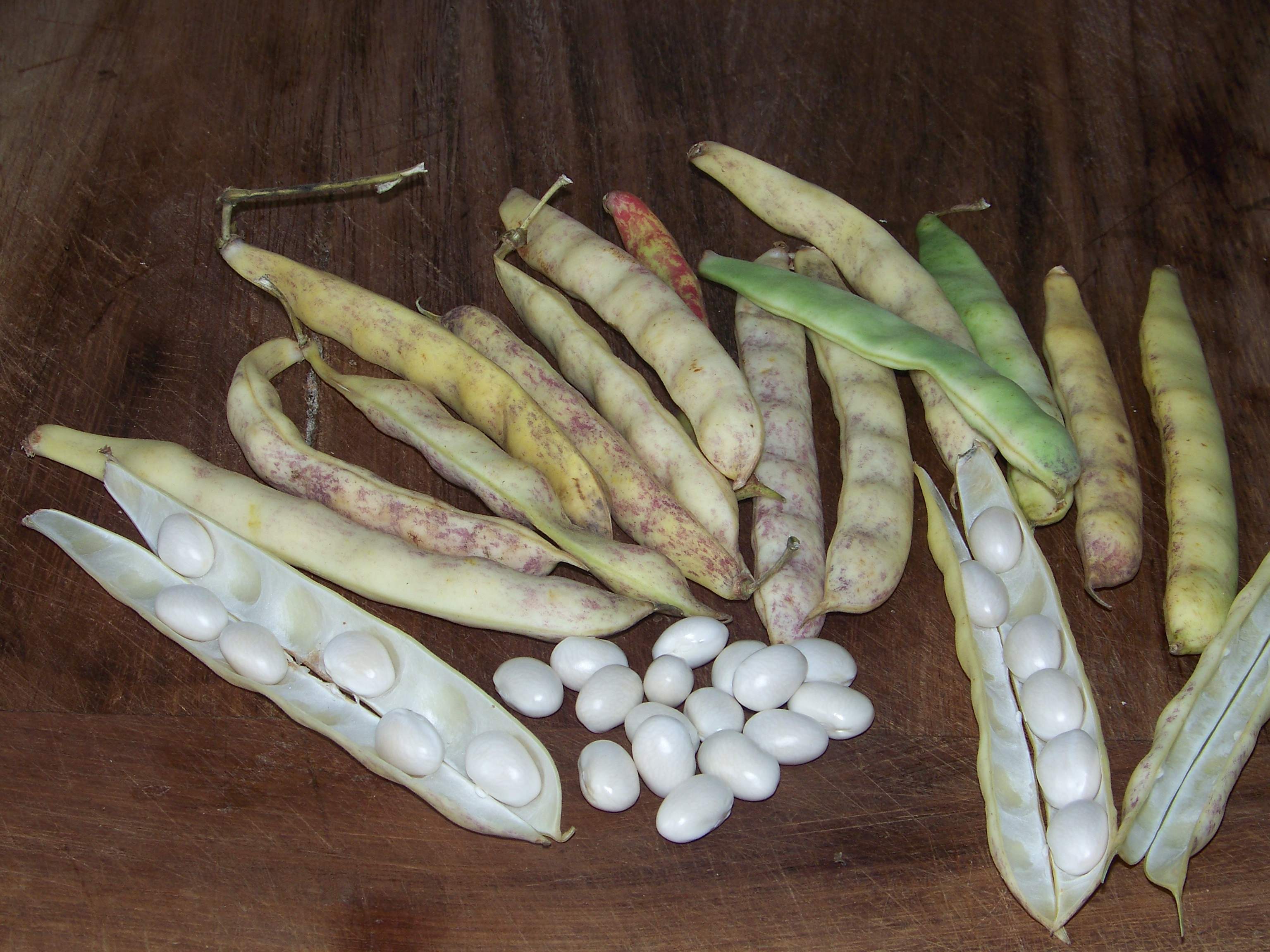
흰콩과 콩깍지

겨는 곡식의 껍질을 통틀어 이르는 말이다.
곡식의 겉을 벗긴 것은 겉겨, 그 안을 다시 벗긴 비교적 부드러운 부분은 속겨로 구분해 부르기도 한다. 벼의 겉겨는 특별히 왕겨라고 한다.
바람에 나는 겨와 같도다 하는 표현도 있다

## 용도
화력도 좋고 오래타서 구들장을 데우는 연료로도 쓰고, 겉겨로 베개 속을 채우기도 했다.

## 같이 보기
- 깍지
- 밀기울
- 수확
- 탈곡
- 탈곡기
- 콤바인